# Das Labyrinth der Träumenden Bücher
Das Labyrinth der Träumenden Bücher ist ein Roman von Walter Moers aus dem Jahr 2011. Wie bereits in früheren Zamonien-Büchern gibt Moers vor, lediglich als deutscher Übersetzer eines Werkes des zamonischen poeta laureatus Hildegunst von Mythenmetz zu fungieren. Laut Moers’ Konstruktion ist der Roman ein Ausschnitt aus Mythenmetz’ 25-bändiger, über 10.000-seitiger Autobiografie „Reiseerinnerungen eines sentimentalen Dinosauriers“.

## Inhalt
Der vorliegende Roman berichtet von Mythenmetz’ Rückkehr nach Buchhaim und ist in diesem Sinne eine Fortsetzung von Die Stadt der Träumenden Bücher. Allerdings erzählt Das Labyrinth der Träumenden Bücher keine abgeschlossene Geschichte, sondern endet bald nach dem Einsetzen der eigentlichen Handlung mit einem Cliffhanger. Im Nachwort erklärt Moers, dass der Roman nicht fristgerecht fertig geworden sei und daher in zwei Teilen erscheine. Das Erscheinen des zweiten Bandes mit dem Titel Das Schloss der Träumenden Bücher wurde mehrfach angekündigt, bevor er im Juli 2015 auf unbestimmte Zeit verschoben wurde. Dafür erschien 2023 der ebenfalls sehr lange angekündigte Roman Die Insel der Tausend Leuchttürme, dessen Handlung vor den Ereignissen von Das Labyrinth der Träumenden Bücher angesiedelt ist.

### 200 Jahre später
Über 200 Jahre sind vergangen, seitdem Hildegunst von Mythenmetz nach Buchhaim gereist ist und dort die Abenteuer erlebt hat, die in Die Stadt der Träumenden Bücher beschrieben werden. Inzwischen lebt er als berühmter Schriftsteller auf der Lindwurmfeste. Er hat es sich zur Gewohnheit gemacht, jeden Morgen einige Briefe seiner umfangreichen Verehrerpost zu lesen. An dem Morgen, an dem die Geschichte beginnt, findet er in einem der Briefe ein Manuskript, das sich um den Horror Vacui, die Angst des Schriftstellers vor mangelnden Einfällen, dreht. Im Gegensatz zu einem ganz ähnlichen Text, der ihn vor zweihundert Jahren dazu veranlasste, nach Buchhaim zu reisen, ist dieser jedoch von bestürzend schlechter literarischer Qualität. Entsetzt stellt Mythenmetz fest, dass der Stil eine perfekte Kopie seines eigenen ist, ja sogar die Handschrift sowie Signatur ist von seiner eigenen nicht zu unterscheiden. Der Brief endet mit dem Hinweis, dass der Schattenkönig zurückgekehrt sei. Als Absender ist Hildegunst von Mythenmetz, wohnhaft in der Ledernen Grotte in den unteren Katakomben von Buchhaim angegeben. Mythenmetz macht sich umgehend auf nach Buchhaim, wo er wenige Tage später eintrifft.
Es folgt eine kurze Beschreibung der Veränderungen in der Stadt nach dem großen Brand, der von Homunkoloss verursacht wurde, sowie ein Abriss der Stadtgeschichte der letzten 200 Jahre durch einen Fremdenführer.
Danach begibt sich Mythenmetz in ein sogenanntes Qualmoir, um dort zu rauchen, was auf der Straße verboten ist. Dort trifft er auf Ovidios von Versschleifer, einen anderen Lindwurm, dem er auch schon bei seiner ersten Reise nach Buchhaim begegnet ist. Damals fristete Versschleifer ein trauriges Dasein als erfolgloser Schriftsteller auf dem Friedhof der Vergessenen Dichter. Mythenmetz schämt sich des Umstands, Versschleifer damals nicht geholfen zu haben, und will um Entschuldigung bitten. Als er sich zu diesem an den Tisch setzt, erfährt er jedoch, dass Versschleifer während des großen Brandes Zugang zum Orm erlangte und mit einer Ballade über den Brand wohlhabend und berühmt geworden ist. Mythenmetz’ Gewissen ist beruhigt. Weiterhin erfährt er von Versschleifer mehr über den Wiederaufbau von Buchhaim und wird in die Wissenschaft des Biblionismus eingeweiht, mit dem sich das Verhältnis jedes beliebigen Individuums gegenüber Büchern bestimmen lässt. Versschleifer klärt ihn auch über die Librinauten auf, die die Nachfolge der Bücherjäger angetreten haben, deren gewalttätige Praxis aber ablehnen.

### Wieder in Buchhaim
Am nächsten Morgen macht Mythenmetz sich auf den Weg zu dem Eydeeten Hachmed Ben Kibitzer, den er ebenfalls von seiner ersten Reise nach Buchhaim kennt. Mit Kibitzer verband ihn eine lange Brieffreundschaft, die vor hundert Jahren abriss, als der Eydeet sein literarisches Schaffen erst vorsichtig und dann immer stärker kritisierte, bis Mythenmetz ihn übel beschimpfte. In seinem letzten Brief warf Kibitzer ihm vor, das Orm verloren zu haben. Während er noch vor Kibitzers Antiquariat steht und mit sich ringt, ob und wenn ja wie er dem Eydeeten begegnen soll, nimmt dieser telepathisch Kontakt mit ihm auf und bittet ihn herein. Dort trifft Mythenmetz neben Kibitzer auf eine weitere Bekannte, die Schreckse Inazea Anazazi.
Kibitzer erklärt ihm, dass er an einer unter Eydeeten selten vorkommenden Erbkrankheit leide, die seinen Alterungsprozess dramatisch beschleunigt, weshalb er nicht mehr lange zu leben habe. Er sagt Mythenmetz auch, dass er den Brief mit dem Manuskript weitergeleitet habe, und fordert den Dichter auf, zuzugeben, dass er das Orm verloren habe und deswegen nach Buchhaim gekommen sei. Mythenmetz gesteht und fragt nach dem Brief. Inazea erzählt ihm darauf, wie sie den Brief erhalten hat: Ein blinder Librinaut habe sie eines Abends aufgesucht und ihr einige Bücher zum Kauf angeboten. Er habe sie aufgefordert, den Preis selbst zu bestimmen, da er nicht erkennen könne, um was für Bücher es sich handle, und wie viel sie wert seien. Darunter habe sich die letzte erhaltene Ausgabe des überaus wertvollen Schrecksenhammer befunden, das Inazea ihm für sämtliches im Antiquariat vorrätiges Bargeld abgekauft habe. Der Librinaut habe ihr vor seinem Abschied noch versichert, dass der Schattenkönig zurückgekehrt sei. Dann habe die Schreckse den Brief an Mythenmetz zwischen den Seiten des Buches gefunden. Kibitzer erklärt, nach einer ausführlichen Analyse sicher zu sein, dass der Brief aus dem Labyrinth stamme. Außerdem deute alles darauf hin, dass der Brief von Mythenmetz verfasst wurde. Da die Buchlinge keine eigenen Texte schrieben, sei der einzig denkbare Urheber des Manuskripts der Schattenkönig.
Nachdem dieses Thema beendet ist, erklärt Kibitzer, aus eigenem Antrieb sterben zu wollen. Vorher solle noch seine Testamentseröffnung erfolgen, bei der er Mythenmetz unter anderem eine Karte des Labyrinths unter der Stadt vermacht, auf der angeblich die Lage eines Schatzes markiert sei. Dann stirbt er, und Mythenmetz verlässt das Antiquariat.

### Puppetismus
Am nächsten Tag trifft er sich mit Inazea, die ihm erklärt, einer von Kibitzers Wünschen sei es gewesen, dass Mythenmetz eine Vorstellung im Puppaecircus Maximus besuche. Mythenmetz erlebt an diesem Abend eine Aufführung seines eigenen Werkes über seine Abenteuer in den Katakomben von Buchhaim. Die Aufführung erfolgt mit ausgeklügelten Puppen, die täuschend lebensecht wirken. Höhepunkt der Aufführung sind die Auftritte des Schattenkönigs, der nicht mit einer Puppe dargestellt wird. Vielmehr wird seine Anwesenheit nur durch Schatten und eine Stimme angedeutet. Diese Praxis wird Unsichtbares Theater genannt.
Mythenmetz verlässt das Theater mit dem Vorsatz, ein Sachbuch über den Puppetismus zu verfassen, also über sämtliche Aspekte des Puppenspiels. Es folgen Wochen der Recherche, deren Ergebnisse im Buch über mehrere Kapitel hinweg ausführlich wiedergegeben werden. Im Zuge dieser Recherchen erhält er eine unbeschriftete Karte. Als er später etwas über Zitronensaft als Geheimtinte liest, erhitzt er die Karte, woraufhin ein Hinweis auf das Unsichtbare Theater erscheint.

### Das Unsichtbare Theater
Dann erfährt er von Inazea, dass sie ihm einen Termin bei Maestro Corodiak verschafft habe, dem Intendanten des Puppaecircus Maximus. Bei der ersten Begegnung ist Mythenmetz entsetzt, als er glaubt, in Maestro Corodiak den verstorbenen Hagob Saldaldian Smeik zu erkennen, der von Phistomefel Smeik ermordet wurde. Mit dem einzigen Unterschied, dass Corodiak blind ist. Corodiak erzählt ihm ausführlich davon, wie er den Puppaecircus Maximus zum erfolgreichsten Theater von Buchhaim gemacht hat, und enthüllt, dass er Hagob Saldaldians Zwillingsbruder ist. Er erzählt, wie er nach seiner Erblindung durch einen Parasitenbefall das Unsichtbare Theater entworfen habe, und überreicht Mythenmetz die Eintrittskarte zu einer Vorstellung. Dabei handelt es sich um eine scheinbar unbeschriebene Karte, wie Mythenmetz sie schon vorher erhalten hat. Corodiak nimmt ihm das Versprechen ab, den Text erst nach der Vorstellung sichtbar zu machen, und beendet das Gespräch.
Mythenmetz steigt in die Kutsche, die ihn zum Ort der Aufführung bringen soll, und muss zu seinem Entsetzen erfahren, dass dieser sich in den Katakomben befindet und zwar genau unter der Stelle, an der früher Phistomefel Smeiks Haus stand. Widerwillig steigt er hinab und befindet sich alsbald in undurchdringlicher Dunkelheit. Dort findet er das Orm wieder und erlebt einen Rausch alptraumhafter Visionen voller Lebewesen aus dem Labyrinth. Als er danach ein Streichholz anzündet, findet er sich allein. Der letzte Absatz im Buch beschreibt, wie Mythenmetz den Text auf der Eintrittskarte sichtbar macht und dort liest: „Hier fängt die Geschichte an.“

## Anagramme
Wie schon in Die Stadt der Träumenden Bücher hat Moers auch in diesem Roman viele Anagramme berühmter Persönlichkeiten aus der wirklichen Welt eingebaut – sowohl einige der schon im ersteren Roman verwendeten, wie auch einige neue. Während sich Die Stadt der Träumenden Bücher noch auf Literaten konzentrierte, werden nun auch eine Reihe Komponisten und bildende Künstler eingeführt. Beispiele sind „Edo La Efendi“ (Daniel Defoe) oder „Sweng Ohrgeiger“ (George Gershwin).

## Rezeption
Die Kritiken des Buches waren im Allgemeinen negativ. Als Kritikpunkt wurde insbesondere die nur sehr schleppend vorangehende Handlung genannt, während sich Moers in endlosen Beschreibungen und Aufzählungen verliere, statt seine Geschichte zu erzählen. Während Tim Rohrer auf Leselupe.de das Buch daher als „Zeitverschwendung“ bezeichnete, kritisierte Desirée Löffler bei PopKulturSchock vor allem die Entscheidung, das Buch in zwei Teile aufzuspalten.
2011 gewann das Buch dennoch den LovelyBooks Leserpreis in der Kategorie Allgemeine Literatur.

## Textausgaben
- Das Labyrinth der Träumenden Bücher. Knaus, München 2011, ISBN 978-3-8135-0393-7. Gebundene Ausgabe
- Das Labyrinth der Träumenden Bücher. Der Hörverlag, München 2011, ISBN 3-86717-771-6. Ungekürzte Hörbuch-Ausgabe, gelesen von Andreas Fröhlich